# Ciano
O ciano ou ciã [do latim: cyanus] é uma cor subtrativa (pigmento) primária e cor aditiva (luz) secundária, resultante da mistura das luzes azul e verde no sistema RGB, tendo como cor complementar o vermelho. Também confundido com verde-água e azul-turquesa, o ciano encontra-se na faixa dos 485 nm do espectro visível. Também é chamada de cor água (acqua). Da complementaridade do vermelho obtém-se também a cor subtrativa (pigmento) primária ciano (Cyan), usada na quadricromia.

## Relações da cor
- É a cor de várias pedras preciosas como água-marinha e turquesa;
- Urano tem esta coloração devido ao gás metano atmosférico;
- Comum na arquitetura da Turquia e Ásia Central, principalmente em construções religiosas;
- É a cor usada nas piscinas;
- É uma cor bastante comum em decorações de quartos para bebês;
- Muitos consultórios médicos, dentistas e veterinários usam esta cor nas paredes;
- É a cor do mar em pequenas profundidades;
- É a cor do céu nas primeiras horas da manhã;
- É a cor de certos corantes orgânicos como algumas cianinas.

## Emdesign gráfico
É usado por designers gráficos e por outros profissionais da computação, tais como web designers, com o nome água.
As palavras "água" e "ciano" são permutáveis entre si em grafismo computadorizado, especialmente em web design, quando se faz referência à cor subtractiva primária - ciano eléctrico.
No sistema x11 é chamada alternativamente de "água". Mais tarde, o W3C popularizou o nome, usando-o na sua paleta de especificação de cores. O água é muito comum (a expressão "água") é muito usada quando se trata da cor "azul".